# Lisanne de Roever
Lisanne Freya de Roever (Amstelveen, 6 giugno 1979) è una hockeista su prato olandese.

## Palmarès

### Olimpiadi
- 2 medaglie:
  - 1 oro (Pechino 2008)
  - 1 argento (Atene 2004)

### Mondiali
- 2 medaglie:
  - 1 oro (Madrid 2006)
  - 1 argento (Perth 2002)

### Europei
- 2 medaglie:
  - 1 oro (Dublino 2005)
  - 1 argento (Manchester 2007)

### Champions Trophy
- 7 medaglie:
  - 3 ori (Rosario 2004; Canberra 2005; Quilmes 2007)
  - 1 argento (Amstelveen 2001)
  - 3 bronzi (Sydney 2003; Amstelveen 2006; M'gladbach 2008)